# Isabel Borondo
Isabel Borondo (Madrid, 1 de diciembre de 1948) es una presentadora de televisión española.
Especialmente popular durante los años setenta, su debut en Televisión española se produjo a mediados de la década cuando ingresó en la plantilla de las denominadas "locutoras de continuidad", que anunciaban a los telespectadores la programación a emitir en las siguientes horas.
En la primera mitad de los años 70 participó en dos fotonovelas, El cielo que nunca vi, una adaptación de Luisa Alberca y Mario Hernández de 48 episodios de la radionovela del mismo nombre de José Maya y también en Lucecita, una adaptación de 28 episodios bastante resumida (especialmente en la segunda mitad) a cargo de Charo Sánchez del Arco de la telenovela del mismo nombre de Delia Fiallo. Ambas fotonovelas estaban ambientadas en la España de los años 70.
En Lucecita, Isabel interpretaba el papel secundario de la enfermera Mirta, personaje que progresivamente iría cobrando más importancia hasta convertirse en central en la parte final de la fotonovela. Sin embargo, cuando su papel comenzó a ostentar más notoriedad, a partir del episodio 7 (hasta ese momento solamente tenía una única escena por episodio) fue abruptamente sustituida por una modelo acreditada simplemente como Claudia, sin especificar sus apellidos en la ficha artística. Sin embargo, hay que citar como curiosidad que su nombre siguió apareciendo en los créditos como Mirta en los episodios 7, 8, 9 y 10, a pesar de haber sido sustituida cuatro episodios antes.
En el caso de El cielo que nunca vi, fotonovela anterior a Lucecita, concretamente de 1973, Isabel interpretaba el papel de Lolita, una adolescente un tanto desobediente y casquivana que allá por donde va crea problemas a los que le rodean debido a su actitud rebelde. Aunque su personaje no fue sustituido como en la fotonovela anterior, sí que fue abruptamente eliminado de la serie junto a otros personajes más, sin haber zanjado totalmente varias tramas sobre su personaje que habían sido abiertas varios episodios antes, haciendo su última aparición en el episodio 13.
Tras ser designada para presentar la Gala Musical de Mallorca, el 5 de mayo de 1978, junto a Concha Velasco y José Luis Uribarri, este se acordó de ella cuando puso en marcha su mítico programa musical Aplauso. Borondo, junto a Silvia Tortosa, Isabel Luque y María Salerno sería una de las cuatro presentadoras iniciales del programa.
Un año después, en 1979, abandonó el programa para sustituir a Mayra Gómez Kemp en 625 líneas, y se mantendría en esa labor hasta la cancelación del espacio en 1981. Ese año apareció en los espacios Vamos a ver y Gente joven. En 1982 colaboró con Joaquín Calvo Sotelo en el concurso sobre gramática del castellano, El juego de los errores .
Finalmente en 1985 condujo el programa divulgativo Generación 800, tras lo cual se retiró de la pantalla. No obstante, en 1987 haría una aparición puntual en TVE para presentar el jurado español del Festival de la Canción de Eurovisión.
Desde 1989 es echadora de cartas, que denomina Cartas Blancas.